# Bobby Henderson (pastafarisme)
Pour les articles homonymes, voir Bobby Henderson et Henderson.
Bobby Henderson, né le 18 juillet 1980 à Roseburg (Oregon), est le fondateur du culte du pastafarisme. Il est diplômé en physique de l'université d'État de l'Oregon.

## «L'illumination»
Il fonde en 2005 le culte du pastafarisme, en réaction à la décision du comité d'éducation du Kansas d'accorder autant de temps d'enseignement au dessein intelligent qu'à la théorie de l'évolution.
Il réclame que la théorie pastafarienne de l'origine du monde soit, elle aussi, enseignée au même titre que le dessein intelligent et la théorie de l'évolution.
Cette théorie affirme que le monde fut créé en une journée par le Monstre en spaghetti volant, qui y créa une montagne, puis un arbre et enfin un nain, voici cinq mille ans. Les dogmes du pastafarisme sont axés sur les références aux nouilles et aux pirates, et sur quelques parodies des théories créationnistes pour prouver leur bon droit. Il est entre autres affirmé que le réchauffement climatique est la conséquence du déclin de la population des pirates.
Il est l'auteur de L'Évangile du Monstre en spaghettis volant, et a ouvert un site web officiel pour son "Eglise" dans la foulée : "The Church of the Flying Spaghetti Monster".